# انتزاع الأراضي الأخضر
انتزاع الأراضي الأخضر أو الاستعمار الأخضر، يشير إلى الاستيلاء الأجنبي على الأراضي واستملاك الموارد لأغراض بيئية، ما يؤدي إلى نمط تنمية غير عادل. تتنوع أهداف انتزاع الأراضي الأخضر، إذ يمكن أن يكون لأغراض السياحة البيئية، أو الحفاظ على التنوع البيولوجي أو خدمات النظم البيئي، أو تجارة انبعاثات الكربون، أو إنتاج الوقود الحيوي. يشارك فيه الحكومات والمنظمات غير الحكومية والشركات، تالتي تعمل غالبًا في تحالفات. يمكن أن يؤدي انتزاع الأراضي الأخضر إلى نزوح السكان المحليين من الأراضي التي يعيشون فيها أو يعتمدون عليها لكسب عيشهم. يُعد نوعًا فرعيًا من الاستعمار الأخضر.

## من يتأثر بانتزاع الأراضي الأخضر
يؤثر انتزاع الأراضي الأخضر بشكل رئيسي على صغار المزارعين، ويؤدي إلى أشكال مختلفة من الظلم والصراع والنزوح. تؤدي مصادرة الأراضي من قبل كل من الشركات المحلية والأجنبية، وكذلك من قبل النخب الريفية والهيئات الحكومية، باسم البيئة، غالبًا إلى تفاقم نقاط الضعف والمظالم القائمة في هذه المجتمعات. تكون المناطق الأكثر عرضة لانتزاع الأراضي الأخضر تلك التي تعاني من أوضاع اقتصادية متردية أو التي تقع في البلدان النامية أو على أراضي السكان الأصليين.

## التكرار
قد تكون الحكومات المثقلة بالديون عرضة بشكل خاص لعمليات انتزاع الأراضي الأخضر، إذ يمكن أن توافق على خصخصة وبيع الأصول العامة لتجنب الإفلاس. تشتمل عمليات انتزاع الأراضي الأخضر على مساحات شاسعة من الأراضي تصل إلى آلاف أو ملايين الهكتارات. شهدت أفريقيا وأمريكا اللاتينية وجنوب شرق آسيا عمليات لانتزاع الأراضي الأخضر. حذر الناشطون والنقاد البيئيون من إمكانية أن تؤدي الصفقة الخضراء الجديدة ومؤتمر الأطراف السادس والعشرين (كوب 26) إلى تفاقم الاستعمار الأخضر.
يتهم مجتمع سامي الأصلي في شمال اسكندنافيا، بالإضافة إلى الناشطين النرويجيين والسويديين، الحكومة النرويجية بالاستعمار الأخضر، بسبب بناء مزارع الرياح على أراضي مجتمع سامي.

## الجهات الفاعلة
تُنفذ عمليات انتزاع الأراضي الأخضر الحديثة في كثير من الأحيان من خلال تحالفات بين النخب الوطنية والوكالات الحكومية والجهات الفاعلة الخاصة. يمكن أن تشمل الأمثلة مؤسسات السياسة البيئية الدولية والشركات متعددة الجنسيات والمنظمات غير الحكومية. تتحالف هذه الجهات الفاعلة المتنوعة لتحقيق أهداف مشتركة، إذ يمكن أن تؤدي مبادرات السياحة البيئية إلى تحالف شركات السياحة وجماعات الحفظ والحكومات. يمكن أن تتحالف مجموعات الحفظ مع الجماعات العسكرية أو شبه العسكرية لتحقيق أهداف مشتركة. يمكن أن يشمل الفاعلون أيضًا رواد الأعمال الذين يحاولون الاستفادة من الرأسمالية البيئية، مثل الشركات التي تطور مشاريع تعويض الكربون عن الغابات، وشركات الفحم الحيوي، وشركات الأدوية.

## الطاقة
برزت ظاهرة انتزاع الأراضي الأخضر بشكل جلي في قطاع الطاقة. تلتزم الدول والحكومات في كثير من الأحيان عند انضمامها إلى اتفاقيات المناخ العالمية عبر الوطنية مثل اتفاقية باريس أو بروتوكول كيوتو، بتحقيق أهداف استدامة محددة. تشمل الممارسات من أجل تحقيق هذه الالتزامات فيما يتعلق بمبادرات مثل تطبيق الطاقة المتجددة، الاستيلاء على الأراضي الأصلية أو العامة دون مراعاة للمجتمعات المحلية، وقد تُستخدم الأراضي المصادرة لأغراض الطاقة الشمسية ومزارع الرياح والوقود الحيوي.
يتحجج ممارسو انتزاع الأراضي الأخضر بروايات تاريخية لاستيلاء المستعمرين على الموارد، بذريعة الحفاظ على البيئة. تشارك في هذه الظاهرة مجموعة متنوعة من الجهات الفاعلة، بما في ذلك رواد الأعمال والناشطين، وأهمها المنظمات غير الحكومية. يلاحظ علماء الأنثروبولوجيا الاجتماعية جيمس فيرهيد وميليسا ليتش وإيان سكونز أن مبادرات الحفظ غالبًا ما تنطوي على شراكات بين المنظمات البيئية الدولية والمنظمات غير الحكومية والنخب الوطنية والشركات متعددة الجنسيات. تشمل الأمثلة حالات مثل أنشطة شركة ريو تينتو في مدغشقر، حيث يتداخل الاستحواذ على الأراضي لأغراض بيئية مع استخراج المعادن، والتعاون بين شركات السياحة ووكالات الحفظ والحكومات لتعزيز السياحة البيئية في بلدان مثل كولومبيا وتنزانيا وجنوب إفريقيا. تسلط هذه الشراكات الضوء على الديناميات المعقدة التي تكمن وراء مخططات الحفظ وتداخل الحدود بين حماية البيئة والاستغلال الذي تحركه الأرباح.